# گزارش گرویانوفسکی

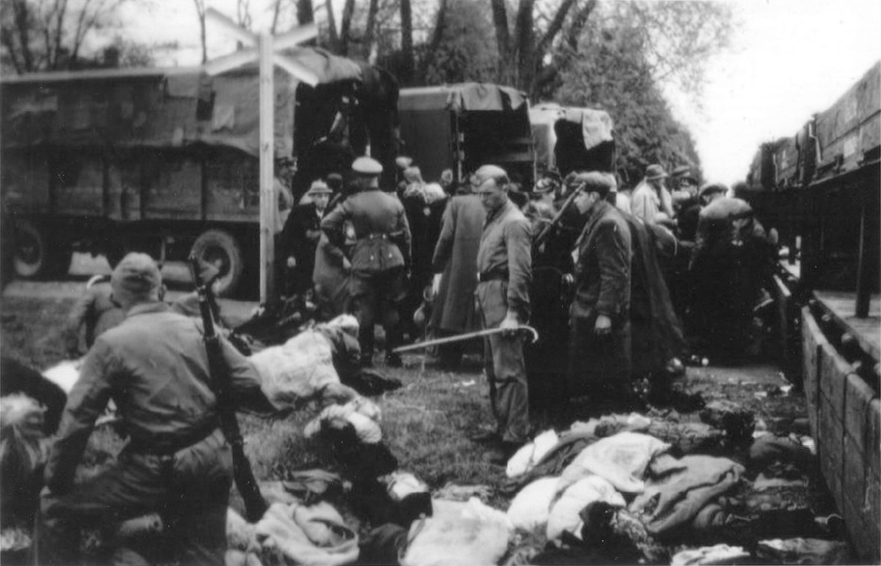
یهودیان گتو ووچ در حال انتقال به درون یک وانت گاز.

گزارش گرویانوفسکی به گفته‌های یکی از شاهدان عینی کشتارها و قساوت‌های نازی‌ها علیه یهودیان لهستان در اردوگاه مرگ خلمنو به نام زلاما بر وینر با نام جنگی یاکوب گرویانوفسکی گفته می‌شود که در ۱۹۴۲ به ثبت رسید. زلاما بر وینر توانست از خلمنو فرار کرده و خود را به گتوی ورشو برساند و جزئیات دقیقی از مشاهدات خود در طی اقامت یک‌هفته‌ایش با زوندرکوماندوها در این اردوگاه مرگ به گروه اونگ شبث برساند.

## جزئیات
وینر به تشریح تمام فرایند پاکسازی درون اردوگاه خلمنو می‌پردازد و اینکه چگونه انسان‌ها در وانت‌های گاز کشته می‌شوند، چگونه اجساد ایشان در جنگل‌های اطراف انداخته می‌شوند، چگونه درون وانت‌ها پیش از رسیدن دسته بعدی تمیز می‌شود، و اینکه چگونه اجساد در گورهای دسته‌جمعی به خاک سپرده می‌شوند. به گزارش وینر:
ما نیاز به انتظار طولانی برای رسیدن کامیون جدید با بار تازه [از هنگام آخرین گروه] نبودیم. این کامیون به شکلی ویژه ای طراحی شده بود؛ شکلی درست همانند کامیون‌های عادی بزرگ داشت، با رنگی خاکستری، و درهای عقب که به صورت هرمتی به بیرون باز می‌شدند. دیوارهای درون آن از پولاد بود و هیچ صندلی برای نشستن نداشت. کف آن با ورقه چوب پوشیده شده بود، مثل حمام‌های عمومی، و سقفی از حصیر کاهی داشت. میان کابین راننده و محفظه عقب دو چشمی بود. می‌شد با کمک چراغ‌قوه از چشمی به درون محفظه نگاه کرد و دید آیا همه مره اند یا نه. زیر ورقه‌های چوبی دو لوله به ضخامت تقریباً ۱۵ سانتی‌متر گذاشت شده بود که از کابین راننده می‌آمدند. این لوله‌ها درزهای کوچکی داشند که از آن‌ها گاز به درون محفظه می‌رسید. دستگاه تولید گاز در کابین راننده بود، همان جایی که خود راننده در همهٔ این مدت می‌نشست. او اونیفورمی از نیروهای کلهٔ مرگ اس‌اس بر تن داشت و نزدیک به چهل سال سنش بود. از این وانت‌ها دو تا بودند.
هنگامی که کامیون‌ها نزدیک می‌شدند ما باید در فاصله ای ۵ متری از از گودال می‌ایستادیم. رهبر جوخه مردی بلندپایه از اس‌اس بود؛ آدمی به معنای واقعی کلمه سادیست و قاتل. او دستور داد که هشت مرد درهای کامیون را باز کنند. بوی شدید گازی که به مشاق ما خورد آزاردهنده بود.— چهارشنبه ۷ ژانویه ۱۹۴۲
وینر همچنین به تشریح رفتار وحشیانه با زوندرکوماندوها پرداخت و اینکه تنها تا هنگامی زنده نگاه داشته می‌شدند که به مسئولیتشان در خلاصی از شر اجساد می‌پرداختند. پس از فرارش از اردوگاه، وینر و گروه اُنگ شبث گزارش را به هر دو زبان لهستانی و آلمانی ثبت کردند؛ سپس نسخه لهستانی را به دولت زیرزمینی لهستان فرستادند و نسخه آلمانی را که برای مردم آلمانی‌زبان تهیه شده بود نگاه داشتند، به این امید که ترحم ایشان را برانگیزاند.
وینر سپس به زاموشچ گریخت و گزارش دیگری دربارهٔ وجود «اردوگاهی ویژهٔ مرگ» (بلزک) به گتوی ورشو فرستاد؛ نگاه کنید به بایگانی رینگل‌بلوم. چند روز پس از نوشتن این نامه، در اواخر آوریل ۱۹۴۲، او دستگیر، به اردوگاه بلزک تبعید، و در همان‌جا به اتاقک گاز فرستاده شد. مردخای پودچلبنیک، زندانی دیگری از بلزک که توانست فرار کند، از جنگ جان سالم به در برد و در ۱۹۶۱ در دادگاه آیشمن در اورشلیم شهادت داد.